# 聖費南多 (奧科特佩克省)
聖費南多（西班牙語：San Fernando），是洪都拉斯的城鎮，位於該國西部，由奧科特佩克省負責管轄，始建於1917年5月16日，面積48.56平方公里，海拔高度1,239米，2001年人口4,988，人口密度每平方公里102.72人。
14°41′0″N 89°7′0″W / 14.68333°N 89.11667°W